# Дерманка
Де́рманка — село у складі Корецької міської громади Рівненського району Рівненської області; населення — 216 осіб; перша згадка — 1625 рік.

## Географія
Село розташоване на лівому березі річки Случ.

## Історія
У 1906 році слобода Селищенської волості Рівненського повіту Волинської губернії. Відстань від повітового міста 81 верст, від волості 18. Дворів 29, мешканців 76.